# Turbonilla eschscholtzi
Turbonilla eschscholtzi är en snäckart som beskrevs av Dall och Bartsch 1907. Turbonilla eschscholtzi ingår i släktet Turbonilla och familjen Pyramidellidae. Inga underarter finns listade i Catalogue of Life.